# اكيرا ايموتو
اكيرا ايموتو (باليابانية: 柄本 明) هو ممثل ياباني، ولد في 3 نوفمبر 1948 في اليابان.

## أعمال

### أفلام
- (1997) الانقليس[5]
- (1998) دكتور اكاجي
- (2003) زاتويشي[6]
- (2009) جون رابي[7]
- (2017) لو فوق الحائط
- (2018) مسألة عائلية[8]
- (2022) احد الرجال
- القمر المتجول (2022)

## وصلات خارجية
- اكيرا ايموتو على موقع IMDb (الإنجليزية)
- اكيرا ايموتو على موقع روتن توميتوز (الإنجليزية)
- اكيرا ايموتو على موقع قاعدة بيانات الأفلام العربية
- اكيرا ايموتو على موقع ألو سيني (الفرنسية)
- اكيرا ايموتو على موقع ميوزك برينز (الإنجليزية)
- اكيرا ايموتو على موقع أول موفي (الإنجليزية)
- اكيرا ايموتو على موقع قاعدة بيانات الأفلام السويدية (السويدية)
- اكيرا ايموتو على موقع قاعدة بيانات الفيلم (الإنجليزية)
- اكيرا ايموتو على موقع كينوبويسك (الروسية)